# 侯赛因·穆罕默迪
侯赛因·穆罕默迪（波斯語：‎），伊朗政治家。现任确定国家利益委员会成员之一、伊朗最高领袖办公室成员、伊朗文化事務協調員。
侯赛因·穆罕默迪曾担任过伊朗伊斯兰共和国广播电视台负责政治事务的副台长（时任台长是阿里·拉里贾尼）。在拉夫桑贾尼总统任期末期至哈塔米总统时期，最高领袖阿里·哈梅内伊试图对加强对伊朗的文化控制，侯赛因·穆罕默迪在此期间扮演重要角色。此后他被调往最高领袖办公室任职。
2012年3月14日，就任确定国家利益委员会成员。
2020年，在2019冠状病毒病疫情传播到伊朗以后，3月10日，有媒体报导称他感染了2019冠状病毒病入院治疗，其中一个肺已被完全感染。其亲属否认其被感染，声称其患有一段时间肺部疾病之后入院治疗。